# Cổng mặc định
Cổng mặc định (tiếng Anh: Default gateway) là một nút bên trong mạng máy tính trong đó giao thức TCP/IP được sử dụng như một máy chủ chuyển tiếp (bộ định tuyến) đến những mạng khác khi không có thông số kỹ thuật định tuyến nào khác khớp với địa chỉ IP đích của gói tin.

## Phần mềm tiện ích
Nhiều phần mềm tiện ích có thể hiển thị cổng mặc định. Trên hệ điều hành Windows, người ta thường dùng đoạn mã ipconfig, trong khi với hệ điều hành Unix, đoạn mã thường là ifconfig hoặc netstat. Trong đó, netstat có thể được thay thế bằng iproute2.